# III. Kerületi TVE
A III. Kerületi TVE (korábban "III. Kerületi TTVE", "III. Kerületi TUE" Testnevelési Utánpótlás Egyesület) budapesti sportegyesület.

## Története
1887. január 24-én alapították. Magyarország harmadik legrégebben alapított sportklubja az Nagykanizsa és az Újpest után.
Az óbudai labdarúgás igazi kezdete 1897. október 31-ére tehető, akkor alakult meg ugyanis a két legjelentősebb óbudai egyesület, a III. Kerületi TVE és az 1872-es alapítású Óbudai Torna Egylet tagjaival közösen alkotott Budai Football Csapat. Ez az egyesület a III. Kerületi TVE futballcsapat 1899. április 30-i megalakulásával megszűnt. A III. Kerületi TVE 1911-ben mutatkozott be az NB I-ben, 1913-tól 1937-ig megszakítás nélkül szerepelt a legmagasabb osztályban. A csapat legnagyobb sikerét 1931-ben érte el miután megnyerte a Magyar Kupát a Ferencváros ellen. Az 1937-es búcsút követően majdnem hat évtizednek kellett eltelnie, míg a kék-fehér klub ismét a legmagasabb osztályba jutott. 1996-ban az NB II Keleti csoportjának bajnokaként tért vissza az NB I-be, ahol azonban osztályozós helyen végzett és a Diósgyőr 2:1-es összesítéssel kiejtette. A következő idényben azonban újra feljutott a legmagasabb osztályba, miután 3.helyezés ért el a NB II-ben. Az eddigi utolsó NB I-es szezon nem sikerült jól a csapatnak, utolsóként kiesett és azóta nem is szerepelt a legjobbak között.  2000-ben gazdasági nehézségek miatt a csapat Csepelre költözött, majd 2002-ben teljesen megszűnt.
Közben 2000-ben, már III. ker. TUE (Testnevelési és Utánpótlásnevelő Egyesület) néven újraalakult és azóta a BLSZ I. osztályából felkerült az NB III-ba.
2012. áprilisától újra III. Kerületi TVE néven szerepel. A 2020-2021-ers szezonban megnyerte az NB III nyugati csoportját és feljutott a másodosztályba.

## Jellemzők
- Legmagasabb nézőszám 12.000 fő a Ferencváros ellen 1998.08.01-jén.
- A csapat hivatalos színei a kék és a fehér.
- Hazai mérkőzéseit a Hévízi úton játssza. Az együttes jelenleg az NB II–ben szerepel.

Legnagyobb sikere az 1930/1931-es idény Magyar Kupa győzelme melyben a Ferencvárost múlta felül 4-1 arányban.
| 1931. május 25. 17:00 |

| III. Kerületi TVE             | 4-1         | Ferencvárosi TC |
| ----------------------------- | ----------- | --------------- |
| Zilahi 4', 22', 75' Győri 10' | Jegyzőkönyv | Steiner 58'     |

| Üllői út, Budapest Nézőszám: 3000 Játékvezető: Csárdás Gusztáv |

## Jelenlegi keret
Utolsó módosítás: 2022. június 7. 
A vastaggal jelzett játékosok felnőtt válogatottsággal rendelkeznek.
A dőlttel jelzett játékosok kölcsönben szerepelnek a klubnál.
| Mezszám                | Név              | Nemzetiség   | Születési hely | Születési idő (kor)            | Korábbi csapat               | Érték(€)  | Szerződés lejárta |
| Kapusok                | Kapusok          | Kapusok      | Kapusok        | Kapusok                        | Kapusok                      | Kapusok   | Kapusok           |
| ---------------------- | ---------------- | ------------ | -------------- | ------------------------------ | ---------------------------- | --------- | ----------------- |
| 1                      | Horváth Tamás    | magyar       | Veszprém       | 1987. június 18. (37 éves)     | FC Ajka                      | 50 000    | 2022.06.30.       |
| 27                     | Kemenes Botond   | magyar       | Budapest       | 2001. november 11. (23 éves)   | Mezőkövesd Zsóry FC          | 10 000    | Nem publikus      |
| 33                     | Balázs József    | magyar       | Budapest       | 2003. december 2. (21 éves)    | utánpótlásból került fel     | 100 000   | Nem publikus      |
| Védők                  |                  |              |                |                                |                              |           |                   |
| 2                      | Rédei Adrián     | magyar       | Budapest       | 2002. augusztus 3. (22 éves)   | utánpótlásból került fel     | 25 000    | Nem publikus      |
| 5                      | Opavszky Balázs  | magyar       | Budapest       | 2000. február 18. (25 éves)    | Budafoki MTE                 | 50 000    | Nem publikus      |
| 14                     | Bekker Roland    | magyar       | Budapest       | 2002. április 5. (22 éves)     | Borussia Mönchengladbach U19 | 50 000    | Nem publikus      |
| 22                     | Szalai Vilmos    | magyar       | Budapest       | 1991. augusztus 11. (33 éves)  | Vecsési FC                   | 50 000    | Nem publikus      |
| 26                     | Erdei Gábor      | magyar       | Budapest       | 1993. május 15. (31 éves)      | FC Ajka                      | 50 000    | Nem publikus      |
| 41                     | Fejes András     | magyar       | Székesfehérvár | 1988. augusztus 26. (36 éves)  | Győri ETO FC                 | 50 000    | Nem publikus      |
| 77                     | Kulcsár Dávid    | magyar       | Miskolc        | 1988. február 25. (37 éves)    | Paksi FC                     | 50 000    | 2023.06.30.       |
| Középpályások          |                  |              |                |                                |                              |           |                   |
| 6                      | Nyári Patrik     | magyar       | Szombathely    | 2001. április 9. (23 éves)     | MOL Fehérvár FC              | 100 000   | 2022.06.30.       |
| 10                     | Remili Mohamed   | magyar · ALG | Algír          | 1985. május 31. (39 éves)      | BFC Siófok                   | 50 000    | 2022.06.30.       |
| 11                     | Barczi Dávid     | magyar       | Siófok         | 1989. február 1. (36 éves)     | Mezőkövesd Zsóry FC          | 50 000    | Nem publikus      |
| 13                     | Rabatin Richárd  | magyar       | Nyíregyháza    | 1999. augusztus 17. (25 éves)  | Vasas SC U19                 | 75 000    | Nem publikus      |
| 16                     | Angyal-Tóth Ákos | magyar       | Budapest       | 2004. május 26. (20 éves)      | utánpótlásból került fel     | 10 000    | Nem publikus      |
| 17                     | Egerszegi Tamás  | magyar       | Dunakeszi      | 1991. augusztus 2. (33 éves)   | Győri ETO FC                 | 75 000    | 2022.06.30.       |
| 18                     | Schuszter Ronald | magyar       | Komló          | 2002. szeptember 18. (22 éves) | Szombathelyi Haladás         | 75 000    | Nem publikus      |
| 20                     | Köböl Krisztián  | HUN          | Budapest       | 2001. július 4. (23 éves)      | Vasas SC                     | 75 000    | Nem publikus      |
| 24                     | Kleisz Márk      | HUN          | Budapest       | 1998. július 2. (26 éves)      | Vasas SC                     | 100 000   | 2022.06.30.       |
| Támadók                |                  |              |                |                                |                              |           |                   |
| 7                      | Rajczi Péter     | magyar       | Lengyeltóti    | 1981. április 3. (43 éves)     | Kaposvári Rákóczi FC         | 50 000    | 2022.06.30.       |
| 9                      | Borvető Áron     | magyar       | Budapest       | 1998. július 20. (26 éves)     | Vác FC                       | 75 000    | Nem publikus      |
| 19                     | Horváth Olivér   | magyar       | Budapest       | 2000. július 18. (24 éves)     | Győri ETO FC                 | 75 000    | Nem publikus      |
| 21                     | Artur Mykytyshyn | UKR          | Tismenichani   | 2003. július 14. (21 éves)     | FK Sahtar Doneck U19         | 150 000   | 2022.06.30.       |
| 23                     | Luka Sili        | SRB · magyar | Szabadka       | 1997. november 21. (27 éves)   | Szentlőrinc SE               | 50 000    | Nem publikus      |
| 30                     | Birtalan Botond  | HUN          | Budapest       | 1989. április 8. (35 éves)     | Vasas SC                     | 100 000   | 2022.06.30.       |
| 77                     | Daróczi Zoltán   | magyar       | Debrecen       | 2000. március 7. (25 éves)     | Vasas SC                     | 50 000    | Nem publikus      |
| Kölcsönadott játékosok |                  |              |                |                                |                              |           |                   |
| Név                    | Poszt            | Nemzetiség   | Születési hely | Születési idő (kor)            | Kölcsönben itt               | Érték (€) | Kölcsön lejárta   |
| Kokenszky Norbert      | támadó           | magyar       | Budapest       | 1995. március 2. (30 éves)     | BVSC-Zugló                   | N/A       | 2022.06.30.       |
| Páll Zsombor           | támadó           | magyar       | Nyíregyháza    | 2003. március 17. (22 éves)    | Sényő FC                     | N/A       | 2022.06.30.       |

## Ismertebb játékosok
* a félkövérrel írt játékosok rendelkeznek felnőtt válogatottsággal.
| - Radi Maznikov - MacBeth Sibaya - Biri János - Bíró Sándor - Borsó János - Dénes József - Dömötör Béla - Fehér Ferenc - Fekete Jenő - Fenyvesi László - Fröhlich Sándor | - Gallina Károly - Győri József - Hirzer Ferenc - Horváth László - Hönich Lajos - Kecskés Zoltán - Kléber Gábor - Kocsis Ferenc - Ligeti Jenő - Lutz Lajos | - Magyar Ferenc - Neuhaus János - Páling Zsolt - Remete Imre - Sáros Miklós - Sárvári György - Senkey Imre - Stark József - Szabó Jenő - Szamosi Tamás | - Szulik Rezső - Szűcs Mihály - Tamássy István - Tóth Lajos - Tritz Lőrinc - Urbányi István - Víg János - Vincze Gábor - Werner Ignác - Wukovics László |

## Vezetőedzők
- Tóth István (1902–1903)
- Cseke Gyula (1904–1905)
- Hönich Antal (1906–1907)
- Suhajdy István (1908–1911)
- Székány Géza (1911–1913)
- Tóth István (1913–1915)
- Sporkó Lajos (1916–1917)
- Tóth István (1917–1922)
- Vértes Imre (1922–1923)
- Weisz Ferenc (1923–1924)
- Hegyi Mátyás (1924–1926)
- ?? (1940-1946)
- Denhoff Ernő (1947)
- Vadas Miklós (1948)
- Vígh József (?–1949)
- Szűcs Gyula (1949[5]–?)
- Vígh József (1950–1951)
- Ágai Béla (1952–1953)
- ??                   (1954–1955)
- Bolemányi Károly (1956)
- ??                 (1957–1958)
- Kontha Lajos (1958–1960)
- Bolemányi Károly (1960–1961)
- Kóródi Rezső (1961–1965)
- Simonyi Ferenc (1966)
- Bolemányi Károly (1967)
- Simonyi Ferenc (1968)
- Kóródi Rezső (1968–1971)
- Giegler Richárd (1971–1974)
- Bászler Nándor (1974–1975)
- Radics István (1975)
- Molnár Péter (1975–1976)
- Giegler Richárd (1976–1977)
- Guth György (1977–1978)
- Besenyei István (1978–1980)
- Guth György (1981–1983)
- Szigethi Károly (1983–1984)
- Kiss László (1984–1985)
- Jaskó András (1985–1986)
- Bacsó István (1986–1987)
- Tajti József (1987)
- Mezei József 1988
- Vincze Géza (1989)
- Eich László (1989–1992)
- Rákosi Gyula (1992–1995)
- Gergely Károly (1995–1998)
- Ralf Wilhelms (1998)
- Schróth Lajos (1999–2000)

...
- Bognár György (2009)
- Varga László (2011–2015)
- Bücs Zsolt (2015–2016)
- Tóth András (–2018)
- Buzsáky Ákos (2018–2019)[6]
- Gál István (2019)[7]
- Kemenes Szabolcs (2019–2022)[8][9]
- Pintér Attila (2022)[10]
- Aczél Zoltán (2022–2023)

## Sikerek
- Magyar kupa
  -  Győztes (1): 1931

## Külső hivatkozások
- III. Kerületi TVE hivatalos honlapja
- "Hajrá Kerület!" fórum
- 1997-es születésű TUE-csapat nem hivatalos honlapja
- Peterdi Pál–Garasi Lajos: 100 évnek is egy a vége. A III. kerületi TTVE története, 1887–1987; SKV, Bp., 1986